# 鍵屋の辻の決闘

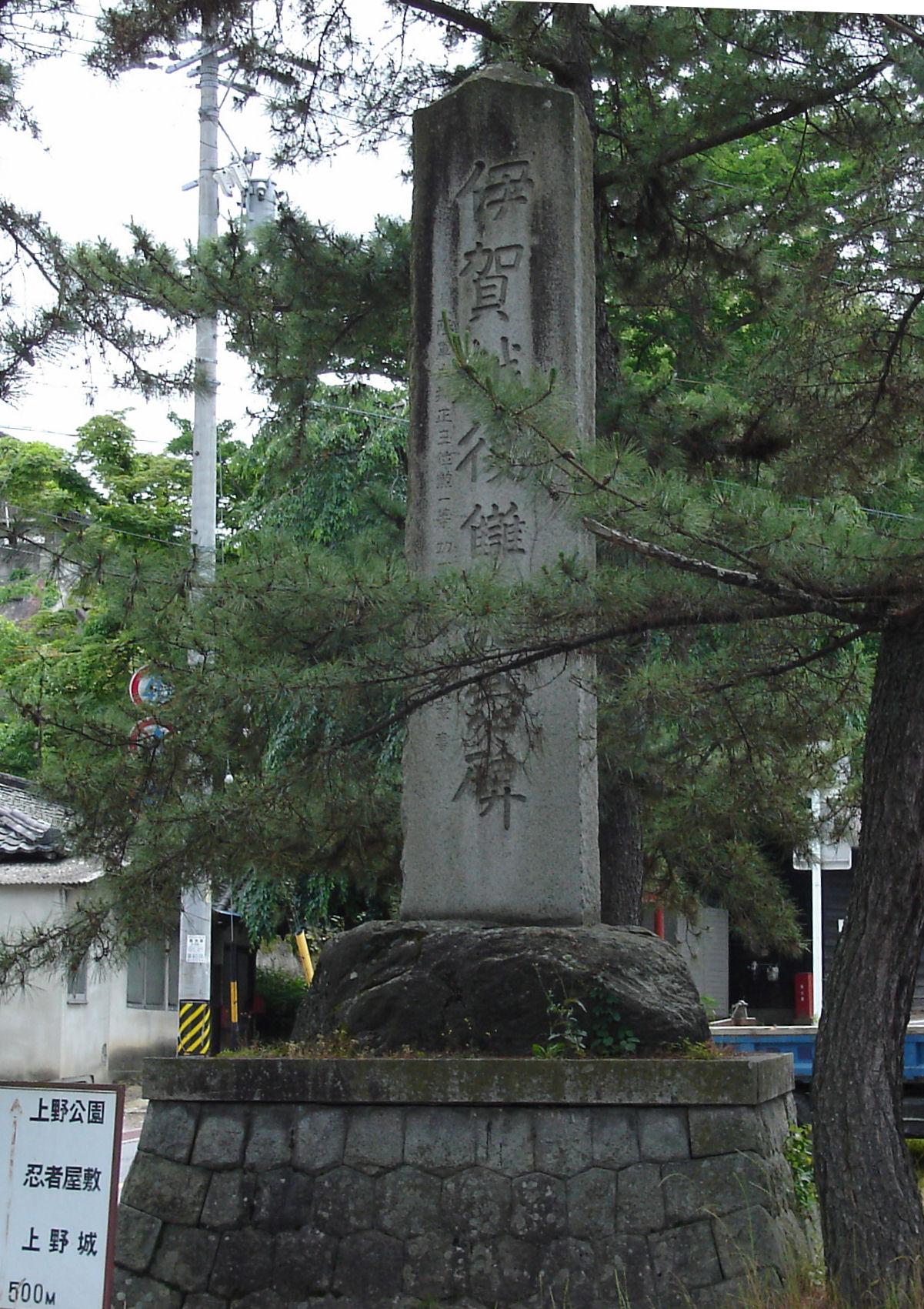
伊賀越復讐の石碑

鍵屋の辻の決闘（かぎやのつじのけっとう）は、寛永11年11月7日（1634年12月26日）に渡辺数馬と荒木又右衛門が数馬の弟の仇である河合又五郎を伊賀国上野の鍵屋の辻（現三重県伊賀市小田町）で討った事件。伊賀越の仇討ち（いがごえのあだうち）とも言う。
事件当時の記録として伊賀上野城城代職らによる『累世記事』や江戸城中の日記の『江城年録』、数馬と又右衛門が因州に帰参した際に藩主に献上した『渡辺数馬於伊賀上野敵討之節荒木又右衛門保和助太刀打候始末』などがあり第一次資料とされている。後世に歌舞伎や講談などの題材となった。
曾我兄弟の仇討ちと赤穂浪士の討ち入りに並ぶ日本三大仇討ちの一つ。また、曾我兄弟の仇討ちに代わって浄瑠璃坂の仇討ちを加えて江戸三大仇討ちとすることもある。

## 経緯
寛永7年（1630年）7月21日、岡山藩主池田忠雄が寵愛する小姓の渡辺源太夫に藩士・河合又五郎が横恋慕して関係を迫るが、拒絶されたため又五郎は逆上して源太夫を殺害してしまった。又五郎は江戸へ逐電、旗本の安藤次右衛門正珍にかくまわれた。激怒した忠雄は幕府に訴え出て又五郎の引渡しを要求するが、安藤次右衛門ら旗本衆はこれを拒否し、忠雄を中心とする外様大名と旗本らの争いに発展した。
しかし、寛永9年（1632年）4月、忠雄が疱瘡のため急死した。よほど無念だったのか、死に臨んで又五郎を討つよう遺言する。池田家では子の光仲が家督を継いだが、幼少のため因幡国鳥取へ国替えとなる。藩は国替えとなったが数馬は仇討ちのためにこれに従わず脱藩した。同年7月、渡辺数馬は備前小島から大和国に向かった。
数馬は姉婿で剣術の達人でもある荒木又右衛門に助太刀を依頼。
数馬らは江戸や京都など東海道を行き来して又五郎の探索を行った。寛永10年（1633年）4月26日、数馬は江戸に向かい、又五郎の伯父の河合甚左衛門とも出会っている。
寛永11年（1634年）11月、数馬ら渡辺方は又五郎の居場所を突き止めた（『江城年録』では11月4日に又五郎の宿を知ったとし、『渡辺数馬於伊賀上野敵討之節荒木又右衛門保和助太刀打候始末』では11月5日に又五郎一行が江戸に向かおうとしているのを知ったとする）。
そして11月7日、小田町の伊賀上野城下の入口にある鍵屋の辻で決闘は行われた。数馬ら渡辺方は『累世記事』や『江城年録』、『渡辺数馬於伊賀上野敵討之節荒木又右衛門保和助太刀打候始末』の記述に4人とあり、具体的には渡辺数馬と荒木又右衛門、数馬若党の森（岩本）孫右衛門及び岡本（河井）武右衛門の4人であった。
一方の河合方は『江城年録』や『渡辺数馬於伊賀上野敵討之節荒木又右衛門保和助太刀打候始末』では11人としており、河合甚左衛門（『江城年録』では河合勘左衛門）のほか、桜井半兵衛や虎屋九左（右）衛門らがいた。ただし、『累世記事』では「川合方」としており人数は10人としている。
仇討は早朝からおよそ6時間に及び、この時の死者は渡辺方（数馬側）が1人、河合方（又五郎側）が又五郎を含め4人だった。後世には又右衛門の「36人斬り」が語られたが史実ではない。又右衛門の従者として仇討に加わり渡辺方（数馬側）で唯一亡くなった河合武右衛門の墓が伊賀市の念仏寺にある。
見事本懐を遂げた数馬と又右衛門は世間の耳目を集めた。特に、実質仇討ちを主導した荒木又右衛門は賞賛を浴びた。『渡辺数馬於伊賀上野敵討之節荒木又右衛門保和助太刀打候始末』によると、3人は彦坂嘉兵衛に引き取られた後、藤堂式部さらに藤堂出雲守に預けられたという。この間、鳥取藩が引き取るか、旧主の郡山藩が引き取るかで紛糾。結局、3人は鳥取藩が引き取ることになり、寛永15年（1638年）8月7日に伊賀を出発して伏見を経て鳥取へと向かった。8月13日、3人は鳥取に到着するが、その17日後に鳥取藩は又右衛門の死去を公表した。又右衛門の死があまりに突然なため、毒殺説、生存隠匿説など様々な憶測がなされている。

## 逸話
又右衛門が半兵衛を倒したとき、逆上した河合側の小者が又右衛門の背後から木刀で打ちかかってきた。又右衛門は腰に一撃を受けたともいわれ、さらに撃ちかかるところを振り向いて刀で受けたが、刀身が折れてしまった（この刀は伊賀守金道とも和泉守金道ともいわれる。どちらも慶長以降に作刀された新刀である）。
事件後に藤堂家に預けられている際、藤堂家の家臣で刀術の新陰流を修め、戸波流を興した戸波又兵衛親清は「大切な場合に折れやすい新刀を用いるとは、不心得である」と批評したという。これを聞いた又右衛門は不覚を悟り、寛永12年（1635年）10月24日、数馬を伴って戸波に入門した。入門の時に書いた誓詞が現存している。

## 鍵屋の辻の現状

### 現地
現地は「鍵屋ノ辻史跡公園」となっている。園内に荒木又右衛門の遺品や錦絵などを展示した伊賀越資料館がある（建物老朽化のため2019年4月1日から当分の間休館となっている）。また茶店「数馬茶屋」があったが、築90年を超えて建物の老朽化と耐震強度不足のため、2023年6月30日に閉店した。「数馬茶屋」として利用されてきた建物は伊賀市が所有しており、市では約2年かけて補強工事を実施する方針である。

### 交通
- 伊賀鉄道伊賀線西大手駅より西へ約400m、徒歩約5分。
- 伊賀鉄道伊賀線上野市駅より三重交通バス「桃香野口」行か「中矢」行に乗車、または上野コミュニティバス「しらさぎ」内回り循環西コース(休日のみ経由)に乗車し、「鍵屋辻」バス停下車、目の前。
- 高速バスの忍者ライナー（大阪方面から）・伊賀京都高速バス（京都方面から）・名古屋上野高速バス（名古屋方面から）・いが号（東京方面から）のいずれかの伊賀上野行に乗車し、「三交上野車庫」下車、すぐ近く。

## 鍵屋の辻の決闘を題材にした作品
この仇討ちは江戸時代から歌舞伎、浄瑠璃、講談などの題材となり大衆の人気を集めた。近現代になってからも映画、テレビドラマ、時代小説などで数多く題材として取り上げられている。

### 歌舞伎・演劇

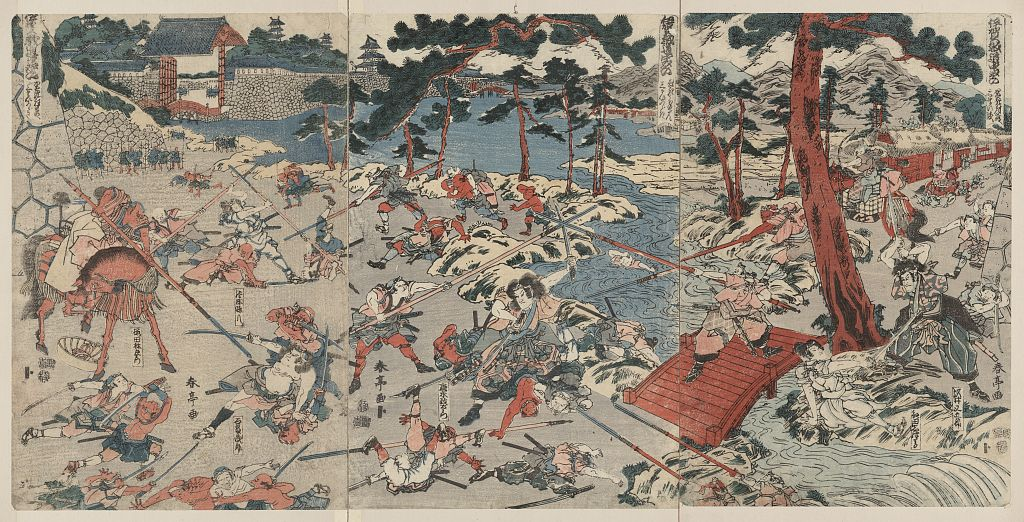
勝川春亭画「伊賀越道中双六」

- 『伊賀越乗掛合羽』（いがごえ のりかけ がっぱ）　歌舞伎。安永6年初演、奈河亀輔作。
- 『伊賀越道中双六』（いがごえ どうちゅう すごろく、通称『伊賀越え』）　人形浄瑠璃・歌舞伎。天明3年初演、近松半二ほか合作。

### 講談
- 『伊賀の水月』（別題『荒木武勇伝』・『荒木又右衛門』） - 初代錦城斎典山が完成させたとされる。

### 小説
- 『天下騒乱 鍵屋ノ辻 上・下』（池宮彰一郎、角川書店）
- 『荒木又右衛門』（岸宏子、中日新聞社開発局出版開発部）
- 『荒木又右衛門 上・下』（長谷川伸、学陽書房）
- 『荒木又右衛門 - 「鍵屋の辻の決闘」を演じた伊賀の剣豪』（黒部亨、PHP研究所）
- 『道糞流伝』（神坂次郎、新潮文庫『兵庫頭の叛乱』収録）

### 映画
荒木又右衛門を主人公とし、タイトルに掲げた映画の一覧である。長谷川伸、山手樹一郎、岡本綺堂の小説を原作にもつものもある。日本映画データベースを参照。
- 『荒木又右衛門法書試合』（監督不明、主演尾上松之助、横田商会、1910年）
- 『荒木又右衛門』（監督不明、主演尾上松之助、横田商会、1911年）
- 『荒木又右衛門』（監督・主演不明、福宝堂、1912年）
- 『荒木又右衛門』（監督牧野省三、主演尾上松之助、日活京都撮影所、1913年）
- 『荒木又右衛門』（監督不明、主演尾上松之助、日活京都撮影所、1915年）
- 『荒木又右衛門』（監督牧野省三、主演尾上松之助、日活京都撮影所、1918年）
- 『荒木又右衛門』（監督不明、主演尾上松之助、日活、1920年）
- 『荒木又右衛門』（監督・主演不明、帝国キネマ演芸、1920年）
- 『荒木又右衛門』（監督・主演不明、国際活映、1921年）
- 『荒木又右衛門』（監督森要、主演市川莚十郎、松竹蒲田撮影所、1921年）
- 『荒木又右衛門 前後篇』（監督不明、主演尾上松之助、日活京都撮影所、1922年）
- 『荒木又右衛門』（監督吉野二郎、主演沢村四郎五郎、松竹蒲田撮影所、1922年）
- 『荒木又右衛門』（監督中川紫郎、主演嵐璃徳、帝国キネマ演芸、1923年）
- 『荒木又右衛門 前篇』（監督森本登良男、主演嵐璃徳、帝国キネマ演芸、1925年）
- 『荒木又右衛門 中篇』（監督森本登良男、主演嵐璃徳、帝国キネマ演芸、1925年）
- 『荒木又右衛門 後篇』（監督森本登良男、主演嵐璃徳、帝国キネマ演芸、1925年）
- 『荒木又右衛門』（監督池田富保、主演尾上松之助、日活大将軍撮影所、1925年）
- 『新説荒木又右衛門 前後篇』（監督広瀬五郎、主演嵐寛寿郎、東亜キネマ京都撮影所、1929年）
- 『荒木又右衛門 全五篇』（監督マキノ正博・二川文太郎・押本七之助・金森万象・吉野二郎・中島宝三、主演南光明、マキノ・プロダクション御室撮影所、1929年）
- 『荒木又右衛門』（監督・脚本悪麗之助、原作大隈俊雄、主演月形龍之介、松竹下加茂撮影所、1930年）
- 『荒木又右衛門 浪花日記』（監督長尾史録、主演団徳麿、帝国キネマ演芸、1930年）
- 『荒木又右衛門』（監督辻吉郎、主演大河内伝次郎、日活太秦撮影所、1931年）
- 『御存知荒木又右衛門』（監督大石郁、主演不明、大石光彩映画社、1932年）
- 『荒木又右衛門 天下の伊賀越』（監督勝見庸太郎、主演早川雪洲、太秦発声映画、1934年）
- 『荒木又右衛門』（監督仁科熊彦、主演羅門光三郎、極東映画社甲陽撮影所、1935年）
- 『活人剣 荒木又右衛門』（監督マキノ正博、主演嵐寛寿郎、嵐寛寿郎プロダクション / 新興キネマ、1935年）
- 『荒木又右衛門』（監督萩原遼、主演片岡千恵蔵、片岡千恵蔵プロダクション / 日活、1936年）
- 『剣豪荒木又右衛門』（監督伊藤大輔、主演市川右太衛門、新興キネマ京都撮影所、1938年）
- 『荒木又右衛門 前篇』（監督山田兼則、主演天津竜太郎、全勝キネマ、1939年）
- 『荒木又右衛門 後篇』（監督山田兼則、主演天津竜太郎、全勝キネマ、1939年）
- 『荒木又右衛門』（監督大曾根辰夫、応援監督伊藤大輔、主演川浪良太郎、松竹下加茂撮影所、1940年）
- 『荒木又右衛門 仇討の日』（監督西原孝、原作岡本綺堂、主演市川右太衛門、新興キネマ京都撮影所、1941年）
- 『荒木又右衛門 決闘鍵屋の辻』（監督森一生、脚本黒澤明、主演三船敏郎、東宝、1952年）
- 『巷説荒木又右衛門 暁の三十八人斬り』（監督渡辺邦男、原作山手樹一郎、主演市川右太衛門、東映京都撮影所、1954年）
- 『荒木又右衛門』（監督堀内真直、原作長谷川伸、主演松本幸四郎、松竹京都撮影所、1955年）
- 『剣聖 暁の三十六人斬り』（監督山田達雄、脚本松木功、北村秀敏、主演嵐寛寿郎、新東宝、1957年）
- 『伊賀の水月』（監督渡辺邦男、脚本渡辺邦男、主演長谷川一夫、大映京都撮影所、1958年）

### テレビドラマ
- 『春の坂道』（NHK、又右衛門：若林豪、数馬：村井国夫、又五郎入川保則、甚左衛門：西村晃、1971年）
- 『江戸を斬る 梓右近隠密帳』第9話「決闘鍵屋の辻」（TBS / C.A.L、又右衛門：夏八木勲、数馬：小川真司、又五郎：中田博久、1973年）
- 『柳生新陰流』（テレビ東京 / 中村プロダクション、又右衛門：天知茂、数馬：川代家継、又五郎：西田健、甚左衛門：北町嘉郎、1982年）
- 『荒木又右衛門　決闘鍵屋の辻』（フジテレビ時代劇スペシャル / 東映京都、又右衛門：大川橋蔵 、数馬：志垣太郎、又五郎：西田健、甚左衛門：田村高廣、1982年5月14日）
- 『長七郎江戸日記 血闘・荒木又右衛門』（日本テレビ / ユニオン映画  / 六本木オフィス、又右衛門：夏八木勲 、数馬：広岡瞬、又五郎：高峰圭二、甚左衛門：和崎俊哉、1986年10月7日）
- 『荒木又右衛門 決戦・鍵屋の辻』（NHK、又右衛門：仲代達矢、数馬：保坂尚輝、又五郎：緒形直人、甚左衛門：宇津井健、1990年）[9][10]
- 『決闘鍵屋の辻 荒木又右衛門』（日本テレビ、又右衛門：高橋英樹、数馬：西村和彦、又五郎：竹内力、甚左衛門：夏八木勲、1993年）
- 『荒木又右衛門　男たちの修羅』（テレビ東京、又右衛門：加藤剛、数馬：大橋吾郎、又五郎：岡野進一郎、甚左衛門：細川俊之、1994年）
- 『荒木又右衛門　伊賀の決闘』（映像京都／フジテレビ、又右衛門：里見浩太朗、数馬：片桐光洋、又五郎：佐藤仁哉、甚左衛門：夏八木勲、1997年）
- 『天下騒乱〜徳川三代の陰謀』（テレビ東京新春ワイド時代劇、又右衛門：村上弘明、数馬：平山広行、又五郎：石垣佑磨、甚左衛門：林隆三、2006年）